# 후나가타촌
후나가타촌(舟形村)은 야마가타현 모가미군에 있던 촌이다. 현재의 후나가타정의 모가미강 이북에 해당한다.

## 역사
- 1889년 4월 1일 - 정촌제 시행에 의해 5촌의 구역을 가지고 성립하였다.
- 1890년 11월 15일 - 오아자 호리우치가 분립해 호리우치촌이 성립하였다.
- 1921년 6월 1일 - 촌사무소가 이적되었다.
- 1954년 12월 1일 - 호리우치촌과 합병해 후나가타정이 성립, 동일 후나가타촌은 폐지되었다.

## 교통

### 철도
- 일본국유철도
  - 오우 본선
  - 리쿠우토선

### 도로
- 국도 제13호선

## 참고문헌
- 角川日本地名大辞典 6 山形県